# Aviation Safety Network
Az Aviation Safety Network (ASN) a Flight Safety Foundation weboldala. Feladatának tekinti a légibalesetek nyomon követését. Rögzíti az ismertté vált adatokat, például a légijármű indulási és célállomásának nevét, a tervezett fel- és leszállás időpontját, az utasok és a személyzet létszámát, a légijármű típusát, a baleset ismert körülményeit, a sebesültek és áldozatok számát. Az adatbázis folyamatosan frissül, 2019-ben 20 300 jelentést tartalmazott. Az ASN adatbázisának forrásai a repülésügyi hatóságok jelentései, általános hírek, fényképek, statisztikák. Összehasonlítás céljából elérhetővé teszi az azonos géptípussal történt balesetek dátumát, darabszámát, illetve az adott országban történt korábbi balesetek számát.
Az ASN csak az illetékes, civil repülésügyi hatóság által kezdeményezett esetekkel foglalkozik (tehát a polgári repülőgépek vagy helikopterek baleseteivel), és nem tartalmazza az egyéb, repüléssel kapcsolatos (léghajó, léggömb, siklóernyő stb) baleseteit.
Az ASN-nek levelezőlistája is van, ami a megadott email címre értesítést küld az éppen aktuális balesetről. Adatbázisa felhasználói regisztráció után bővíthető, a beküldött információkat közlés előtt más forrásokból ellenőrzik.
Az oldalt a Flight Safety Foundation alapítvány működteti, és adományokból tartja fenn magát.